# Henry McMahon
Tenente Coronel Sir Arthur Henry McMahon (28 de novembro de 1862, Simla, Índia – 29 de dezembro de 1949, Londres, Reino Unido),foi um oficial e diplomata do Exército da Índia Britânica que serviu como Alto Comissário no Egito de 1915 a 1917. Ele também foi um administrador no Raj britânico e serviu duas vezes como Comissário Chefe do Baluchistão. McMahon é mais conhecido pela Correspondência Huceine-McMahon com Hussein bin Ali, a Linha McMahon entre o Tibete e a Índia, e a Declaração aos Sete em resposta a um memorando escrito por sete notáveis sírios. Depois que o Acordo Sykes-Picot foi publicado pelo governo bolchevique russo em novembro de 1917, McMahon renunciou. Ele também aparece com destaque em Sete Pilares da Sabedoria, o relato de T. E. Lawrence sobre a Revolta Árabe contra o Império Otomano durante a Primeira Guerra Mundial.